# Nothaphoebe cavaleriei
Nothaphoebe cavaleriei är en lagerväxtart som först beskrevs av H. Lév., och fick sitt nu gällande namn av Y.C. Yang. Nothaphoebe cavaleriei ingår i släktet Nothaphoebe och familjen lagerväxter. Inga underarter finns listade i Catalogue of Life.